# Ministère des Sports (France)
Pour les articles homonymes, voir Ministère des Sports et Ministère de la Jeunesse et des Sports.
Le ministère des Sports est l'administration du gouvernement français chargée de la politique sportive.  
Le mouvement sportif, dont le premier financeur est les collectivités territoriales et le premier employeur étant les associations et fédérations sportives, est au centre de plusieurs politiques publiques :
- l'accès au sport pour tous ;
- l'organisation des grands évènements sportifs et le soutien aux sportifs de haut niveau.

Les fédérations sportives sont agréés par le ministre chargé des sports en vue de participer à l'exécution d'une mission de service public.
Dans la perspective de la préparation des Jeux olympiques et paralympiques d'été de Paris 2024, ce ministère devient le ministère des Sports et des Jeux olympiques et paralympiques lors du début du second quinquennat d'Emmanuel Macron, sous le gouvernement Élisabeth Borne, formé le 16 mai 2022.
Depuis le 23 décembre 2024, Marie Barsacq est ministre des Sports, de la Jeunesse et de la Vie associative. 

## Histoire
Le développement de la pratique associative des sports, engagé dans les années 1880, amplifié après la loi de 1901, croise la mise en place des premières ébauches de politique sportive. Aussi l’État s’appuie-t-il sur l’associationnisme sportif pour développer un nouveau champ d’intervention. L’éducation physique, d’abord associée au ministère de la guerre, est rattachée au ministère de l’instruction publique en 1921. L’unification des compétences est engagée en novembre 1928, lorsque Henry Paté est nommé sous-secrétaire d’État chargé de l’éducation physique, auprès du ministre de l’instruction publique.
En 1936, l’action de Léo Lagrange, premier ministre des sports de plein exercice, s’inspire des propositions de la Fédération sportive et gymnique du travail ; et s’emploie à moraliser et populariser le sport.
Le Conseil national des sports est créé en 1960, à la même époque les  conseillers techniques sportifs (dont font partie les directeurs techniques nationaux) sont institués. Rémunérés par l’État, ils conseillent les fédérations sportives.
L’Institut national du sport et de l’éducation physique est créé en 1975, et le Centre de prévention et de lutte contre le dopage en 1999.
L’agence nationale du sport, dont la gouvernance est partagée entre l’État, les collectivités locales, le monde sportif et le monde économique est créée en 2019.

## Organisation
Le ministère est constitué de plusieurs entités listées ci-dessous.

### Administration centrale
L'administration centrale du ministère chargé de la jeunesse, des sports et de la vie associative comprend la direction des sports et la direction de la jeunesse, de l'éducation populaire et de la vie associative.
Ces directions font partie, depuis 2020, de l'administration centrale des ministères de l'Éducation nationale et de l'Enseignement supérieur et de la Recherche.

#### Direction des sports
La direction des sports a compétence en matière de sport civil national et international et, en liaison avec les ministères chargés de l'éducation et de l'enseignement supérieur, en matière de sport scolaire et universitaire. Elle élabore et met en œuvre la politique des activités physiques et sportives, tant en ce qui concerne le sport de haut niveau que le sport pour tous.

#### Direction de la jeunesse, de l'éducation populaire et de la vie associative
La direction de la jeunesse, de l'éducation populaire et de la vie associative élabore, coordonne et évalue les politiques en faveur de la jeunesse, de l'éducation populaire et de la vie associative.
Cette direction est placée entre 2018 et 2024 sous l’autorité du ministre de l’Éducation nationale.

#### Délégué interministériel aux grands événements sportifs
Dans le respect des compétences des préfets, le délégué interministériel aux grands événements sportifs anime et coordonne les activités des administrations de l’État et des établissements publics nationaux concourant à l'accueil et à l'organisation des grands événements sportifs internationaux organisés sur le territoire français.
Il assure les relations de l’État avec les comités d'organisation chargés d'un grand événement sportif et, en lien avec le représentant de l’État dans le département, avec les collectivités territoriales intéressées par cette manifestation.

### Inspection générale
Les services, établissements, institutions ou organismes qui participent ou qui concourent à l'application des législations relatives à l'éducation, à l'enseignement supérieur, à la recherche et à la technologie sont soumis, quelle que soit leur nature juridique, aux vérifications de l'inspection générale de l'éducation, du sport et de la recherche, lorsqu'ils bénéficient ou ont bénéficié, sous quelque forme que ce soit, de concours de l'État, d'une collectivité territoriale, d'un établissement public, ainsi que de concours financiers provenant de la Communauté européenne, ou lorsqu'ils sont financés par des cotisations obligatoires. Outre cette mission, l'inspection générale de l'éducation, du sport et de la recherche exerce des missions d'inspection, de contrôle, d'audit, d'évaluation, d'expertise, d'appui et de conseil dans les domaines de l'éducation, de l'enseignement supérieur, de la jeunesse, de la recherche et des sports. Elle intervient également dans le domaine de la lecture publique, de la documentation et des bibliothèques.
Les inspecteurs généraux des études ont été institués par Napoléon Bonaparte en 1802 et les réorganisation successives ont amené à la création de l’inspection générale actuelle en 2019.

### Services déconcentrés
Les directions régionales de la jeunesse, des sports et de la cohésion sociale (DRJSCS), créées en 2010, étaient des services déconcentrés régionaux relevant des ministres  chargés des affaires sociales, du sport, de la jeunesse, de la vie associative et de l'éducation populaire, de la ville, des droits des femmes, sous l’autorité du préfet de région. Au niveau départemental, les services chargés de la jeunesse et des sports étaient les directions départementales de la cohésion sociale (DDCS) et pour les petits départements : les directions départementales de la cohésion sociale et de la protection des populations (DDCSPP).
En 2021, les  compétences de la jeunesse, des sports, de l'engagement civique et de la vie associative sont transférées des DRJSCS aux délégations régionales académiques à la jeunesse, à l'engagement et aux sports (DRAJES), placées sous l'autorité hiérarchique du recteur de région académique,.
Les services départementaux chargés de la jeunesse et des sports en DDCS ou DDCSPP sont devenus les services départementaux à la jeunesse, à l'engagement et aux sports (SDJES), placés sous l'autorité du directeur académique des services de l'éducation nationale (DASEN) au sein des directions des services départementaux de l'éducation nationale (DSDEN).

## Budget
Le ministère des sports a un budget réparti sur une unique mission « Sports, jeunesse, vie associative et engagement » et en trois programmes.
En 2024, les autorisations de crédits de paiement dont dispose le ministre dans le budget général sont de 1 809 794 180 € ainsi répartis :
- 775 073 339 € pour le programme « Sports »,
- 901 070 841 € pour le programme « Jeunesse et vie associative	 »,
- 133 650 000 € pour le programme « Jeux olympiques et paralympiques 2024 »[1].

## Identité visuelle (logotype)
Le logotype du ministère varie régulièrement au gré des changements de dénominations. Le logotype suit systématiquement les règles et principes de la charte graphique de la communication gouvernementale en France avec le système du « bloc marque ».

Logo du ministère de la Jeunesse et des Sports jusqu'en 2002.
Logo du ministère des Sports en 2002-2004.
Logo du ministère de la Jeunesse, des Sports et de la Vie Associative en 2004-2007.
Logo du ministère de la Ville, de la Jeunesse et des Sports en 2014-2017.
Logo du ministère des Sports en 2010-2012 puis d'avril 2017 à février 2020.
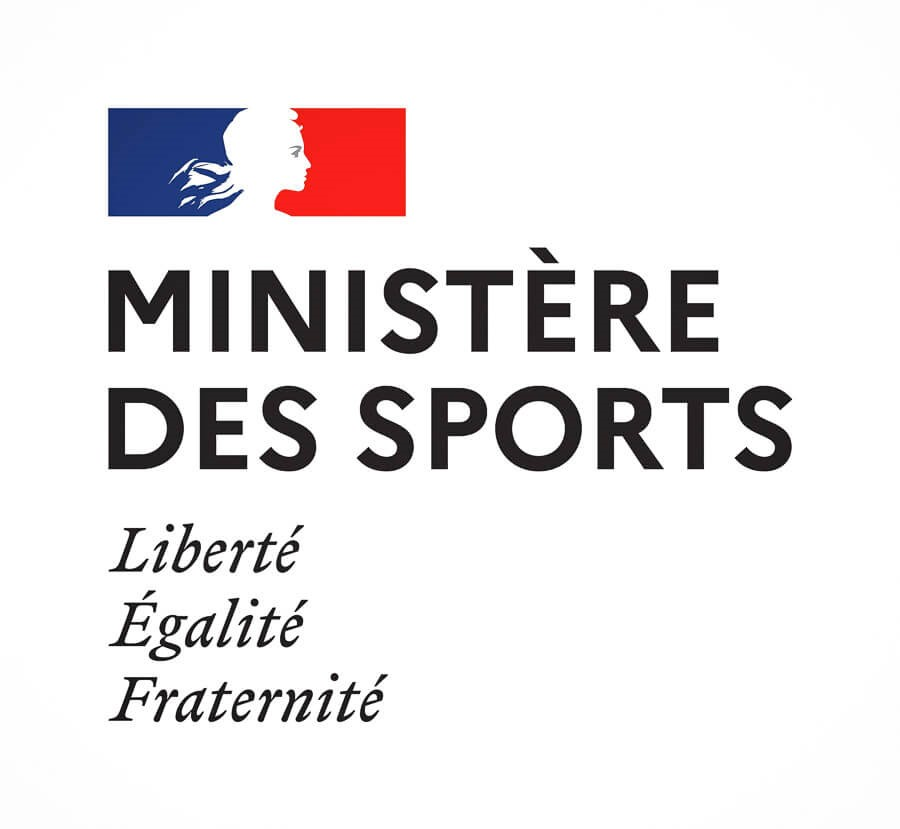
Logo du ministère des Sports de février à juillet 2020.
Logo du ministère chargé des Sports de juillet 2020 à mai 2022
Logo du Ministère des Sports et des Jeux olympiques et paralympiques depuis mai 2022.

### Décrets d'organisation
- Décret no 92-1471 du 31 décembre 1992 portant organisation de l'administration centrale du ministère de la jeunesse et des sports
- Décret no 99-828 du 21 septembre 1999 portant organisation de l'administration centrale du ministère de la jeunesse et des sports
- Décret no 2005-1795 du 30 décembre 2005 portant organisation de l'administration centrale du ministère chargé de la jeunesse, des sports et de la vie associative (abrogé en 2021)